# Helicteres baruensis
Helicteres baruensis är en malvaväxtart som beskrevs av Nikolaus Joseph von Jacquin. Helicteres baruensis ingår i släktet Helicteres och familjen malvaväxter. Inga underarter finns listade i Catalogue of Life.

## Bildgalleri

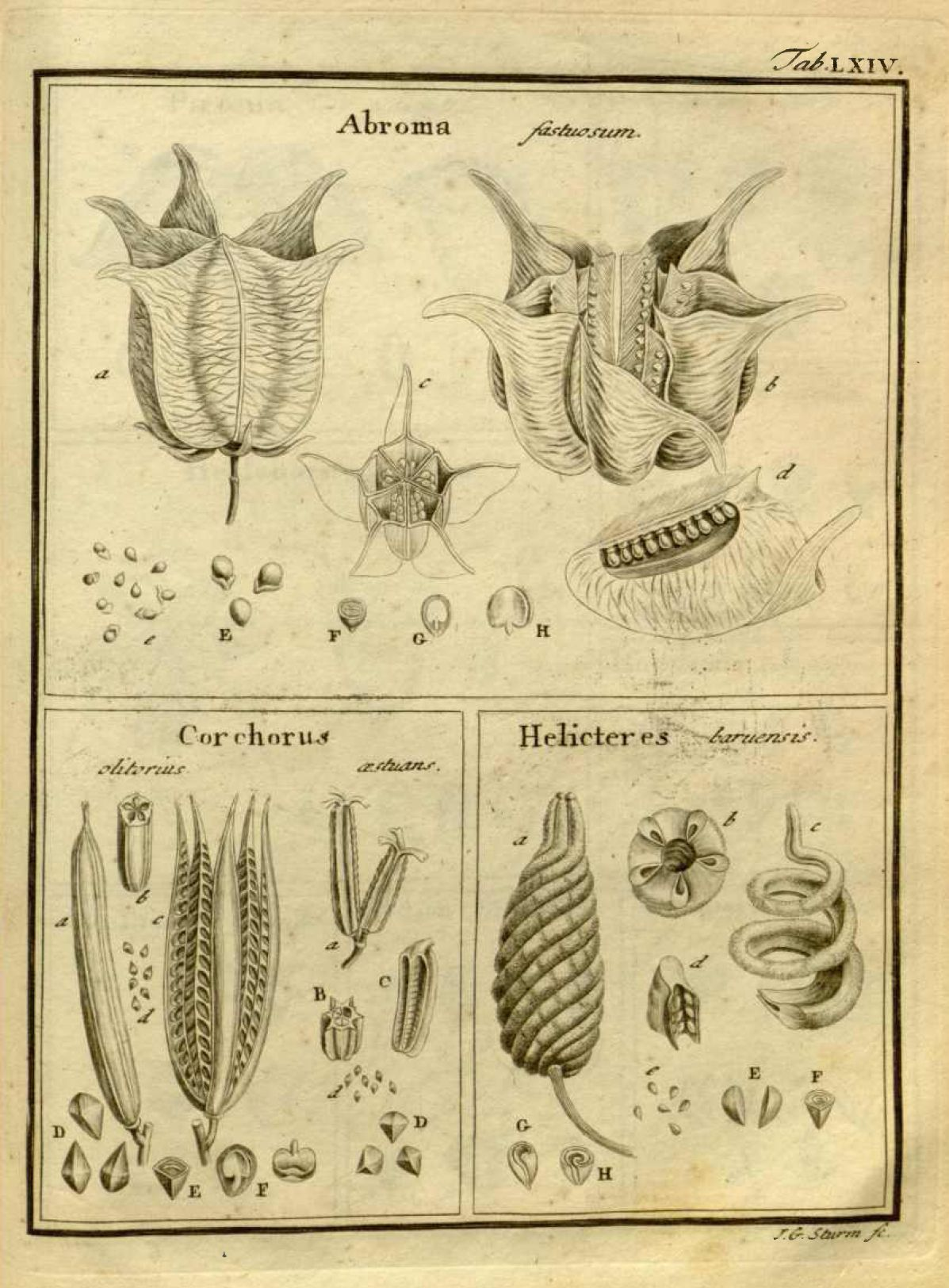